# Vedano al Lambro
Vedano al Lambro (Vedàn in dialetto brianzolo, e semplicemente Vedano fino al 1862) è un comune italiano di 7 364 abitanti della provincia di Monza e della Brianza in Lombardia. Insieme a Monza, Biassono e Villasanta è uno dei comuni della Corona del Parco di Monza.

## Geografia fisica
Posto sulla sponda destra del fiume Lambro, a  cinque chilometri da Monza, è situato a ridosso del Parco di Monza, il cui Autodromo ospita ogni anno a settembre il Gran Premio di Formula 1. Il territorio comunale fa inoltre parte del Parco regionale della Valle del Lambro.

## Storia
Il rinvenimento nel 1880 di alcune tracce di un'antica strada romana, oltre che dei resti di una necropoli e di altri reperti archeologici, accredita l'ipotesi che il territorio potesse essere già abitato in epoca romana. Successivamente questo fu in larga parte di proprietà dell'arcivescovo di Milano, Ansperto da Biassono, che lo riporta nel proprio testamento. Nel medioevo l'ordine degli Umiliati vi avrebbe inoltre fondato due conventi.
Il territorio comunale entrò a far parte della Pieve di Desio e ne seguì le vicende fino al 1729 anno in cui alla morte del conte Giovanni Battista Scotti passò alla Reale Camera. Nel XIX secolo parte del comune si estendeva all'interno dell'attuale Parco di Monza e nel 1928 tale area, comprendente il sito dell'Autodromo Nazionale, quello di Villa Mirabellino e Villa Mirabello furono assegnati al comune di Monza, togliendo senso al nome del comune, che da quel momento non ebbe più nulla a che spartire col fiume Lambro.
Non molti sanno infatti che buona parte del territorio del Parco fu sottratto al Comune di Vedano e annesso a Monza nel 1928. Come da fonte del Regio decreto del 1928 si stabilisce quanto segue: Su proposta del Capo del Governo… le parti di territorio dei Comuni di Biassono, Vedano al Lambro e Villa San Fiorano compreso entro la cinta del Parco Reale… sono aggregati al Comune di Monza allo scopo di unificare la giurisdizione territoriale del regio Parco.

### Origine del nome
Deriva dal nome dialettale di pianta avedo, ossia abete con l'aggiunta del suffisso -ano e la soppressione della sillaba iniziale. La specifica "al Lambro" si riferisce alla vicinanza al fiume.

### Simboli
Lo stemma comunale è stato concesso con regio decreto dell'11 febbraio 1929.
Il castello e l'aquila in campo d'argento derivano dallo stemma dell'antica famiglia lombarda Vedani; la vite fruttifera e pampinosa da quello della famiglia dei Gallarati Scotti, titolare del feudo di Vedano, a partire dal 1731. Lo scaccato d'oro e d'azzurro, di 3 file e di 5 tiri, deriva dalla famiglia lombarda dei Vedano.
Il gonfalone, concesso con D.P.R. del 5 settembre 1995, è un drappo partito di bianco e di rosso.

## Monumenti e luoghi d'interesse

### Architetture religiose
Chiesa di Santo Stefano Protomartire
Parrocchiale del paese, venne interessata da un intervento di rifacimento nel 1894. 
Santuario della Madonna della Misericordia
Posto in via Europa, non lontano dal confine coi comuni di Lissone e Biassono (che storicamente si contendono l'appartenenza del santuario), sorge sul luogo in cui nel XVI secolo era già documentata un'antica cappella. La sua erezione riporta ad un'apparizione della Vergine, qui occorsa ad una giovinetta del luogo.

### Architetture civili
Villa Litta Bolognini Modignani
Realizzata su progetto dell'architetto Luigi Chierichetti in uno stile neogotico che si rifà direttamente allo stile Tudor per conto di Giulio Litta Visconti Arese, fu la residenza della celebre duchessa Eugenia Attendolo Bolognini Litta, amante di re Umberto I. Attualmente ancora di proprietà privata e non visitabile, fu portata sul grande schermo da Vittorio De Sica, che qui girò le scene degli interni della Villa Finzi-Contini del suo film Il giardino dei Finzi-Contini (1970), vincitore nel 1972 dell'Oscar al miglior film straniero.
Villa Zendali, la villa di Re Umberto I

Storicamente legata al nome di re Umberto I, che l'acquistò nel XIX secolo facendola il proprio casino di caccia, si presenta come un edificio a blocco, a pianta rettangolare, sviluppato su due piani fuori terra. Circondato esternamente da alberi secolari, conserva al proprio interno una bella scalinata a tre rampe, interamente in legno, caratterizzata da una ringhiera in ferro battuto, realizzata in stile liberty. Le sale interne risultano ancora oggi decorate da stucchi e affreschi.

## Società

### Evoluzione demografica
- 965 nel 1771
- 1 129 nel 1805
- annessione a Monza nel 1811
- 1 272 nel 1853
- 1 323 nel 1859

Abitanti censiti

## Cultura

### Biblioteche
Vedano è servita dalla Biblioteca Civica Giovanni Spadolini, situata in via Italia 11 e facente parte del Sistema Bibliotecario BrianzaBiblioteche.

## Infrastrutture e trasporti

### Strade
Vedano al Lambro è attraversata longitudinalmente dalla provinciale SP 6 Monza-Carate Brianza.
Il comune è servito da servizi di autolinee urbane ed extraurbane per conto di Brianza Trasporti (Autoguidovie) e della N.E.T..
Fra il 1890 e il 1960 la località ospitò una fermata posta lungo la tranvia Monza-Carate.

## Amministrazione
| Periodo | Periodo     | Primo cittadino        | Partito                                       | Carica  | Note |
| ------- | ----------- | ---------------------- | --------------------------------------------- | ------- | ---- |
| 1985    | 1990        | Flavio Caimi           | Democrazia Cristiana                          | Sindaco |      |
| 1990    | 1995        | Flavio Caimi           | Democrazia Cristiana                          | Sindaco |      |
| 1995    | 1996        | Manlio Colla           | Lista civica                                  | Sindaco |      |
| 1996    | 2001        | Ippolito Ottone        | Lista civica                                  | Sindaco |      |
| 2001    | 2006        | Ippolito Ottone        | Lista civica                                  | Sindaco |      |
| 2006    | 2011        | Patrizia Regina Lecchi | Lista civica                                  | Sindaco |      |
| 2011    | 2016        | Renato Meregalli       | Lista civica di centro-sinistra Per Vedano    | Sindaco |      |
| 2016    | 2021        | Renato Meregalli       | Lista civica di centro-sinistra Per Vedano    | Sindaco |      |
| 2021    | "in carica" | Marco Merlini          | Lista civica di centro-destra Progetto Vedano | Sindaco |      |

### Gemellaggi
- Domène

## Sport
A Vedano ha sede il primo Ferrari Club d'Italia, fondato nel 1967. Si segnala inoltre la presenza della società calcistica GS Vedano . Inoltre è presente l'Atletica Vedano, società che nella sua storia vanta diversi atleti a vestire la prestigiosa maglia azzurra della Nazionale Italiana.